# Solenn Compper
Solenn Compper (* 14. März 1995 in Livry-Gargan) ist eine französische Hürdenläuferin, die sich auf die 100-Meter-Distanz spezialisiert hat und auch im Sprint an den Start geht.

## Sportliche Laufbahn
Erste internationale Erfahrungen sammelte Solenn Compper im Jahr 2011, als sie bei den Jugendweltmeisterschaften nahe Lille mit 12,24 s im Halbfinale im 100-Meter-Lauf ausschied und mit der französischen Sprintstaffel (1000 Meter) mit 2:11,77 min den Finaleinzug verpasste. Anschließend gewann sie beim Europäischen Olympischen Jugendfestival (EYOF) in Trabzon in 11,99 s die Bronzemedaille über 100 Meter und belegte mit der 4-mal-100-Meter-Staffel in 47,19 s den fünften Platz. 2013 schied sie bei den Junioreneuropameisterschaften in Rieti mit 24,05 s in der ersten Runde im 200-Meter-Lauf aus und gewann mit der Staffel in 44,00 s die Silbermedaille. Im Jahr darauf verpasste sie bei den Juniorenweltmeisterschaften in Eugene den Finaleinzug mit der Staffel und 2022 siegte sie in 12,92 s über 100 m Hürden bei den Mittelmeerspielen in Oran. 2024 schied sie bei den Hallenweltmeisterschaften in Glasgow mit 8,04 s im Halbfinale über 60 m Hürden aus.

## Persönliche Bestleistungen
- 100 Meter: 11,66 s (+1,8 m/s), 25. Mai 2014 in Forbach
  - 60 Meter (Halle): 7,39 s, 9. März 2014 in Val-de-Reuil
- 100 m Hürden: 12,92 s (+1,0 m/s), 3. Juli 2022 in Oran
  - 60 m Hürden (Halle): 7,96 s, 3. März 2024 in Glasgow